# Johanna Ghiglia
Johanna Ghiglia est une journaliste et présentatrice de télévision française, née en 1983.

## Biographie
Johanna Ghiglia fait ses premiers pas dans le journalisme grâce à l'atelier de journalisme de Bobigny. Après quelques années, qui la convainquent de cette voie professionnelle, elle réalise son premier documentaire pour le blog DAWA sur les jeunes diplômés qui ne trouvent pas d'emplois.
En 2011, elle intègre la promotion 2011 de la Fondation TF1. Elle commence ainsi sa carrière par deux années d'apprentissage sur la chaîne d’information LCI. Puis, elle rejoint BFMTV en 2016 en tant que reporter. En août 2016, à l’occasion de la période estivale, elle présente ses premiers JT en tant que joker à l’info. En parallèle, elle travaille aussi pour France 3 Auvergne sur laquelle elle présente des JT ainsi que pour Télématin sur France 2.
En octobre 2018 jusqu'en août 2019, elle rejoint la chaîne publique d’information en continu France Info. Elle y présente les matinales week-end « Le 6-10 » de 6 h à 10 h sur le canal 27 de la TNT.
En août 2019, Johanna rejoint la matinale de France Info aux côtés de Samuel Étienne pour y présenter les JT.
De septembre à décembre 2020, elle présente chaque lundi soir sur France 4 un magazine de société intitulé On vous raconte ...,.
À l'issue de la saison 2020-2021, Johanna Ghiglia quitte la matinale de France Info.
À l'été 2021, Johanna Ghiglia devient la marraine de la promotion 2021-2022 de la prépa Égalité des chances de l'ESJ Lille.
Depuis le 23 août 2021, elle présente les journaux de Télématin sur France 2, du lundi au jeudi.
Johanna Ghiglia est également comédienne. Elle a suivi des cours au conservatoire Jean-Wiener. Elle a reçu un prix d'interprétation au festival Génération Court d'Aubervilliers .

## Parcours
- 2021 - maintenant : journaux de Télématin du lundi au jeudi
- 2019 - 2021 : 
  - Le 6h Info sur France 2 du lundi au vendredi
  - Le 6 h 30 - 9 h 30 / 8 h 30 - France Info
- 2018 - 2019 : 
  - Le 6-10 week-end - France Info
  - le 6h30 info sur France 2 le samedi matin
- 2016 - 2018 : BFMTV, France 2 et France 3 Auvergne
- 2011- 2016 : LCI